# Ken Macdonald
Pour les articles homonymes, voir Kenneth MacDonald et MacDonald.
Kenneth Donald John Macdonald, baron Macdonald de River Glaven, (né le 4 janvier 1953) est un avocat et homme politique britannique qui est directeur des poursuites pénales (DPP) d'Angleterre et pays de Galles de 2003 à 2008. Dans ce poste, il est chef du Crown Prosecution Service. Il est auparavant enregistreur (juge à temps partiel) et avocat. Il est actuellement directeur du Wadham College d'Oxford et pair à vie à la Chambre des lords, où il siège en tant que crossbencher et était auparavant un libéral-démocrate.

## Jeunesse
Kenneth Donald John Macdonald est né le 4 janvier 1953 à Windsor,. Il fait ses études à l'école Bishop Wordsworth à Salisbury, dans le Wiltshire, avant d'étudier la philosophie, la politique et l'économie à St Edmund Hall, à Oxford de 1971 à 1974,. Pendant son séjour à Oxford, il est reconnu coupable d'avoir fourni du cannabis après avoir envoyé 0,1 g de drogue par la poste. Il a plaidé coupable et a été condamné à une amende de 75 £.

## Carrière

### Avocat
Macdonald est admis au barreau par l'Inner Temple en juillet 1978, où il devient le premier élève de l'avocate Helena Kennedy. Il est nommé conseil de la reine en 1997. En tant qu'avocat junior, il défend un certain nombre de suspects terroristes (à la fois l'IRA provisoire et ceux du Moyen-Orient), des fraudeurs et des grands trafiquants de drogue. Il fait également partie de l'équipe de défense du procès Matrix Churchill. À la fin des années 1990, il est cofondateur de Matrix Chambers (un ensemble de cabinets d'avocats spécialisés dans les affaires de droits de l'homme) avec Cherie Booth et Tim Owen. En 2001, il devient enregistreur (juge à temps partiel) à la Cour de la Couronne.

### Procureur
En août 2003, il succède à David Calvert-Smith comme directeur des poursuites pénales (DPP) prenant ses fonctions en octobre de la même année,. La nomination est immédiatement dénoncée par l'opposition comme un « copinage rampant » et une « nomination provocatrice » en raison de la relation d'affaires de Macdonald avec Cherie Booth (épouse du premier ministre de l'époque Tony Blair) et de son manque d'expérience en matière de poursuites. Des représentants du gouvernement, notamment le procureur général et le solliciteur général défendent la nomination telle qu'elle a été faite par un conseil indépendant composé du premier commissaire de la fonction publique, Usha Prashar ; Hayden Phillips, le secrétaire permanent au ministère des Affaires constitutionnelles ; David Omand, le secrétaire permanent du Cabinet Office et Robin Auld, un Lord Justice of Appeal. Quelques jours après l'annonce, la presse dévoile les détails de sa condamnation antérieure, suscitant une nouvelle polémique,. Son collègue avocat David Pannick écrit dans le Times pour défendre la nomination de Macdonald et attaquer la campagne tabloïd contre lui. Le prédécesseur de Macdonald rejette la pertinence de l'infraction liée aux drogues.
En tant que DPP, Macdonald créé la Division de lutte contre le terrorisme, la Division du crime organisé, la Division des crimes spéciaux et le Service des poursuites en cas de fraude. En fonction, il prend souvent des positions critiques à l'égard du gouvernement. Par exemple, il s'oppose à la rhétorique des ministres autour de la "guerre contre le terrorisme", préférant considérer les attaques terroristes au Royaume-Uni comme des problèmes d'application de la loi. Il critique les tentatives du gouvernement d'étendre la détention avant inculpation à 42 jours, arguant que les garanties d'une procédure régulière ne devraient pas être compromises et que la réforme n'est pas nécessaire. Vers la fin de son mandat, les dirigeants du Guardian et du Times soutiennent fermement son bilan,. Au cours de son dernier mois en poste, il met en garde contre l'utilisation excessive des pouvoirs de surveillance introduits par le gouvernement, déclarant : « Nous devons faire attention à imaginer le monde que nous créons avant de le construire. Nous pourrions finir par vivre avec quelque chose que nous ne pouvons pas supporter." .
Il est fait chevalier lors des honneurs du Nouvel An 2007.

### Fin de carrière
Macdonald prend sa retraite en tant que DPP le 31 octobre 2008, retournant à la pratique privée chez Matrix Chambers et devenant un collaborateur régulier du Times, où il écrit sur le droit, la sécurité et la politique. Il est remplacé par Keir Starmer. En 2009, il est nommé professeur invité de droit à la London School of Economics. En 2010, il devient juge suppléant de la Haute Cour et membre du conseil consultatif du Centre de criminologie de l'Université d'Oxford.
Le 14 décembre 2009, Macdonald écrit un article dans le Times sur l'enquête Chilcot sur la guerre en Irak de 2003. Cet article est plus critique que tout ce qui a été dit jusqu'à présent par l'un des hauts fonctionnaires qui travaillaient à Whitehall lorsque Blair était Premier ministre. Cela attire également l'intérêt des médias parce que Macdonald est membre de Matrix Chambers, tout comme Cherie Blair." .
Le 28 mai 2010, il est nommé pair à vie libéral-démocrate dans la liste des distinctions honorifiques de dissolution de 2010, qui est publiée le 15 juin avec le titre de baron Macdonald de River Glaven, de Cley-next-the-Sea dans le comté de Norfolk. Le 13 juillet 2010, Theresa May, la ministre de l'Intérieur, annonce au Parlement qu'elle a invité Macdonald à superviser un examen gouvernemental des pouvoirs de lutte contre le terrorisme et de sécurité, afin de s'assurer que les mesures législatives en place étaient proportionnées et conformes à la primauté du droit. En octobre 2010, dans le cadre des négociations d'adhésion de la Turquie à l'Union européenne, et sur recommandation du Conseil de l'Europe, la Commission européenne invite Macdonald à diriger une mission de l'UE en Turquie pour évaluer l'engagement de ce pays en faveur de la liberté d'expression et d'une presse libre.
En janvier 2011, il succède à Thomas Henry Bingham à la présidence de Reprieve, la principale organisation internationale contre la peine de mort et les droits des prisonniers. En avril 2011, il rejoint le Council of the Institute of Contemporary Arts de Londres. En novembre 2011, il est élu membre honoraire de St Edmund Hall, Oxford  et en septembre 2012, il devient directeur du Wadham College, Oxford. En 2015, il devient président de la Fondation Orwell qui décerne le prix Orwell pour le journalisme et l'écriture politique. En 2020, il devient président de la Howard League for Penal Reform.
En octobre 2020, il déclare que le projet de loi sur les sources secrètes de renseignement humain (conduite criminelle) est « allé trop loin » dans la protection des autorités gouvernementales contre les poursuites : il appelle à des limites explicites sur les crimes couverts par le projet de loi, afin qu'il n'autorise pas le meurtre., la torture ou la violence sexuelle .
En janvier 2024, dans le scandale de la Poste britannique, il estime que le drame des erreurs judiciaires ne serait pas arrivé si les poursuites judiciaires avaient été surveillées par un procureur indépendant, le Crown Prosecution Service ; et que donner à des organismes comme la Poste le pouvoir de poursuivre elle-même son propre personnel, aboutit à un désastre .

## Vie privée
En 1980, il épouse Linda Zuck, une productrice de télévision pour la société de production Illuminations basée à Islington. Ils ont deux fils et une fille, et trois petites-filles.